# Klokkarvik
Klokkarvik is een plaats in de Noorse gemeente Øygarden, provincie Vestland. Klokkarvik telt 616 inwoners (2007) en heeft een oppervlakte van 0,8 km².